# Sceloporus lineolateralis
Sceloporus lineolateralis este o specie de șopârle din genul Sceloporus, familia Phrynosomatidae, descrisă de Smith 1936. Conform Catalogue of Life specia Sceloporus lineolateralis nu are subspecii cunoscute.